# Frans Krätzig
Frans Krätzig, né le 14 janvier 2003 à Nuremberg en Allemagne, est un footballeur allemand qui évolue au poste d'arrière gauche au RB Salzbourg.

## Biographie

### En club
Né à Nuremberg en Allemagne, Frans Krätzig commence le football au Post SV Nürnberg avant d'être formé par un autre club de sa ville natale, le 1. FC Nuremberg. Il rejoint le Bayern Munich en 2012 et y poursuit sa formation. Le 16 mars 2023, il signe un nouveau contrat avec le club bavarois, le liant au club jusqu'en juin 2025.
Il joue son premier match avec l'équipe première le 23 septembre 2023, à l'occasion d'un match de championnat contre le VfL Bochum. Il entre en jeu à la place d'Alphonso Davies et son équipe s'impose par sept buts à zéro,. Le 6 octobre suivant, Krätzig signe son premier contrat professionnel avec le Bayern, étant alors lié au club jusqu'en juin 2027.
Le 29 novembre 2023, il fait sa première apparition en Ligue des champions, à l'occasion d'un match de groupe contre le FC Copenhague. Il entre en jeu et les deux équipes se neutralisent (0-0 score final).
Le 6 février 2024, Krätzig est prêté jusqu'à la fin de la saison à l'Austria Vienne.
Le 28 juin 2024, Krätzig est de nouveau prêté, cette fois-ci au VfB Stuttgart pour une saison.
Peu utilisé à Stuttgart, Krätzig est rappelé de son prêt au début du mercato hivernal. Il est prêté dans la foulée, dès le 3 janvier 2025, au FC Heidenheim jusqu'à la fin de la saison.

### En sélection
Il représente l'équipe d'Allemagne des moins de 20 ans, jouant son premier match avec cette sélection le 7 septembre 2023 contre l'Italie (1-1 score final).

## Statistiques
Ce tableau résume les statistiques en carrière de Frans Krätzig.
| Saison                | Club                  | Championnat           | Championnat | Championnat | Coupe(s) nationale(s) | Coupe(s) nationale(s) | Compétition(s) continentale(s) | Compétition(s) continentale(s) | Compétition(s) continentale(s) | Total | Total |
| Saison                | Club                  | Division              | M.          | B.          | M.                    | B.                    | Comp.                          | M.                             | B.                             | M.    | B.    |
| 2022-2023             | Bayern Munich II      | Regionalliga Bayern   | 32          | 2           | -                     | -                     | -                              | -                              | -                              | 32    | 2     |
| 2023-2024             | Bayern Munich II      | Regionalliga Bayern   | 3           | 1           | -                     | -                     | -                              | -                              | -                              | 3     | 1     |
| Sous-total            | Sous-total            | Sous-total            | 35          | 3           | 0                     | 0                     | -                              | 0                              | 0                              | 35    | 3     |
| 2023-2024             | Bayern Munich         | Bundesliga            | 4           | 0           | 2                     | 1                     | C1                             | 1                              | 0                              | 7     | 1     |
| Sous-total            | Sous-total            | Sous-total            | 4           | 0           | 2                     | 1                     | -                              | 1                              | 0                              | 7     | 1     |
| 2023-2024             | Austria Vienne (prêt) | Bundesliga            | 5           | 1           | -                     | -                     | C4                             | -                              | -                              | 5     | 1     |
| Total sur la carrière | Total sur la carrière | Total sur la carrière | 44          | 4           | 2                     | 1                     | -                              | 1                              | 0                              | 47    | 5     |